# Johann Evangelist Diendorfer
Johann Evangelist Diendorfer (* 20. Juli 1833 in Prombach; † 8. Juli 1909 in Passau) war katholischer Geistlicher, Lehrer und Mitglied des Deutschen Reichstags.

## Leben
Diendorfer besuchte von 1845 bis 1853 das Gymnasium in Passau und studierte bis 1859 Philosophie und Theologie an der Gregoriana in Rom, wo er 1858 zum Priester geweiht wurde und auch in Theologie promovierte.
Er besuchte 1862/63 die Universität Würzburg und machte umfangreiche Reisen zur weiteren Ausbildung. Von 1864 an war er Professor für Kirchenrecht am Königlichen Lyceum in Passau und von 1865 bis 1884 auch Lehrer der italienischen Sprache am dortigen Königlichen Gymnasium.
Von 1872 bis 1881 war er Mitglied des Bayerischen Landtages. In einer Nachwahl am 20. Juli 1882 wurde er in den Deutschen Reichstag für den Wahlkreis Niederbayern 3 (Passau) gewählt. Diesem gehörte er bis 1890 für die Deutsche Zentrumspartei an.